# Kate Mulgrew
Pour les articles homonymes, voir Mulgrew.
Katherine « Kate » Mulgrew, née le 29 avril 1955 à Dubuque, dans l'Iowa, est une actrice américaine.

## Biographie
Elle est l'aînée d'une famille de huit enfants. Elle quitte le domicile parental à 17 ans et se rend à New York, où elle commence ses études théâtrales. Kate Mulgrew se met vite au travail et obtient à 23 ans le premier rôle de la série Madame Columbo, dans le rôle de la femme du policier le plus populaire de la télévision américaine.
Elle apparaît dans le même temps aux côtés de Richard Burton dans Love Spell: Isolt of Ireland, puis un peu plus tard dans Balance maman hors du train, avec Danny DeVito. Elle participe également aux séries Heartbeat où elle joue le docteur Joanne Springstein, directrice d'un centre hospitalier, puis Man of the People aux côtés de James Garner, et se fait remarquer dans diverses pièces de théâtre. Actrice populaire de la télévision américaine, on a pu aussi l'apercevoir dans Cheers et Murphy Brown...
Kate Mulgrew a également joué dans nombre de productions théâtrales. Elle a fait ses débuts à Broadway aux côtés de Nancy Marchand et Peter MacNicol dans Black Comedy, une pièce écrite par Peter Shaffer. Elle est également apparue dans Titus Andronicus, Hedda Gabler ou Mesure pour mesure.
Mais elle est surtout célèbre pour le rôle du capitaine Kathryn Janeway dans la série de la Paramount Pictures Star Trek: Voyager. Pour la première fois dans l'univers Star Trek, le rôle du capitaine est tenu par une femme. Kate Mulgrew commente son rôle de cette manière : « Derrière le self-control extraordinaire du capitaine Janeway se cache une vulnérabilité et une sensibilité profondes. Elle est la quintessence de la femme du futur, à la fois décideuse et compréhensive ».
Elle a reçu un doctorat honorifique de lettres de l'université de Seton Hall.

## Vie privée
À l’âge de 18 ans, Mulgrew quitte sa famille à Dubuque pour étudier le théâtre à New York. En 1977, elle tombe enceinte alors qu'elle joue le rôle principal de Mary Ryan dans Ryan's Hope. « J'étais célibataire, seule et terrifiée. Mais je savais que j'aurais ce bébé », déclare-t-elle. Elle placera le bébé pour adoption trois jours après l'accouchement. Elle et sa fille se réuniront en 1998 alors que Mulgrew tourne Star Trek: Voyager et que sa fille, Danielle, commence sa première année d'université. En 1982, elle épouse Robert H. Egan, ils auront deux enfants. Le couple se sépare en 1993 et leur divorce sera définitif en 1995,.

## Filmographie

### Cinéma
- 1981 : Lovespell : Iseult[4]
- 1982 : A Stranger Is Watching : Sharon Martin[5]
- 1985 : Remo sans arme et dangereux (Remo Williams: The Adventure Begins) : Maj. Rayner Fleming
- 1987 : Balance maman hors du train (Throw Momma from the Train) : Margaret Donner
- 1992 : Round Numbers : Judith Schweitzer
- 1994 : Camp Nowhere : Rachel Prescott
- 1995 : Captain Nuke and the Bomber Boys : Mme Pescoe
- 2001 : Judgment : Extra
- 2002 : Star Trek : Nemesis : Amiral Kathryn Janeway
- 2004 : Star Trek: The Experience - Borg Invasion 4D : Amiral Kathryn Janeway
- 2005 : Perception : Mary

### Télévision
- 1975 : Alien Lover (TV) : Susan
- 1976 : The American Woman: Portraits of Courage (TV) : Deborah Sampson
- 1978 : The Word (feuilleton TV) : Tony Nicholson
- 1979 : Jennifer: A Woman's Story (TV) : Joan Russell
- 1979 : Madame Columbo (série télévisée) : Kate Columbo Callahan
- 1980 : A Time for Miracles (TV) : Mère Elizabeth Bayley Seton
- 1981 : The Manions of America (feuilleton TV) : Rachel Clement
- 1984 : Jessie (série télévisée) : Maureen McLaughlin (épisodes inconnus, 1984)
- 1986 : Carly Mills (TV) : Carly Mills
- 1986 : My Town (TV) : Laura Adams
- 1987 : Les Roses rouges de l'espoir (Roses Are for the Rich) (TV) : Kendall Murphy
- 1988 : Heartbeat (TV) : Dr Joanne Springsteen
- 1988 : Roots: The Gift (TV) : Hattie
- 1988 : Heartbeat (série télévisée) : Dr Joanne Halloran /... (épisodes inconnues, 1989)
- 1991 : Un papa sur mesure (Daddy) (TV) : Sarah Watson
- 1991 : Fatal Friendship (TV) : Sue Bradley
- 1992 : Arabesque (série télévisée) : Johanna Collins (saison 8 épisode 16)
- 1993 : For Love and Glory (TV) : Antonia Doyle
- 1995 - 2002 : Star Trek: Voyager (Série TV) : Cpt. Kathryn Janeway[6]
- 2006 : La Légende de Freemont (Riddler's Moon) de Don McBrearty (TV) : Victoria Riddler
- 2006 : New York, unité spéciale (saison 7, épisode 21) : Kate Mulgrew
- 2009 : Mercy Hospital (série TV) : Jeannie Flanagan
- 2011 : Warehouse 13 (série TV) : Jane Lattimer[7]
- 2013 - 2019 : Orange Is the New Black (série TV) : Galina "Red" Reznikov (91 épisodes)
- 2019 : Mr. Mercedes (série TV) : Alma Lane
- 2021 : Star Trek: Prodigy (série TV d'animation) : Kathryn Janeway (voix)
- 2022 : The First Lady (série TV) : Susan Sher
- 2022 : les origines du péché (série TV): Mme Steiner
- 2025 : Dope Thief (mini-série)